# Cleòpatra (papallona)
|  | Per a altres significats, vegeu «Cleòpatra (desambiguació)». |

La cleòpatra (Gonepteryx cleopatra) és una espècie de lepidòpter papilionoïdeu de la família dels pièrids (Pieridae) present als Països Catalans. És una papallona diürna d'hàbits sedentaris. Molt sovint visita flors per libar-ne el nèctar, amb una predilecció per les de colors porpra i grocs. El mascle és d'un color groc cridaner, i, a les ales anteriors, hi té una gran taca taronja. La femella és d'un blanc verdós.

## Distribució
Es distribueix pel nord-oest d'Àfrica (incloent-hi les illes Canàries i Madeira, on volen les subespècies cleobule i maderensis, respectivament), sud d'Europa, Turquia i l'Orient Mitjà. Es troba per tota la península Ibèrica i a les illes Balears. Està molt àmpliament distribuïda per Catalunya i és comuna en ambients mediterranis.

## Descripció

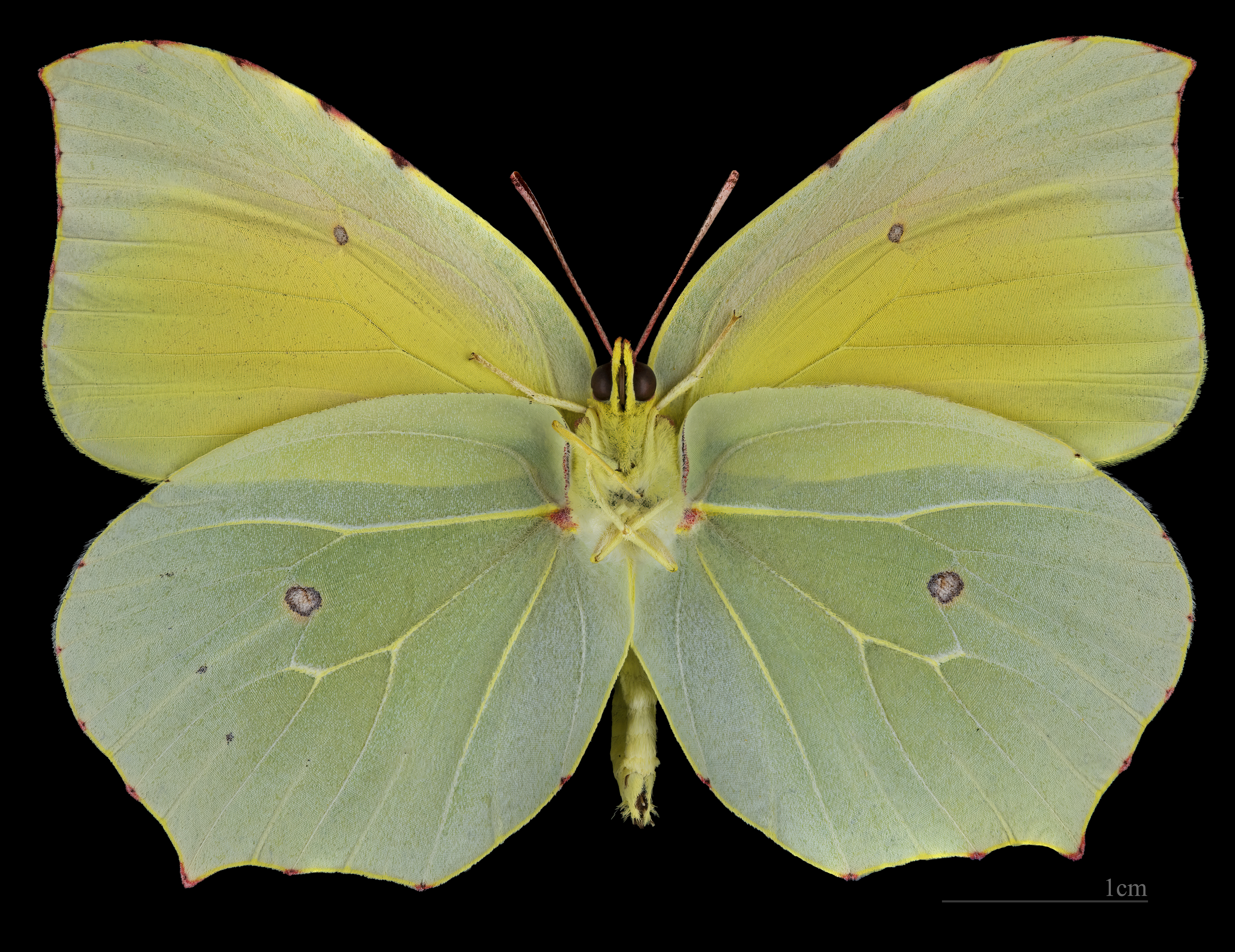
Gonepteryx cleopatra ♂
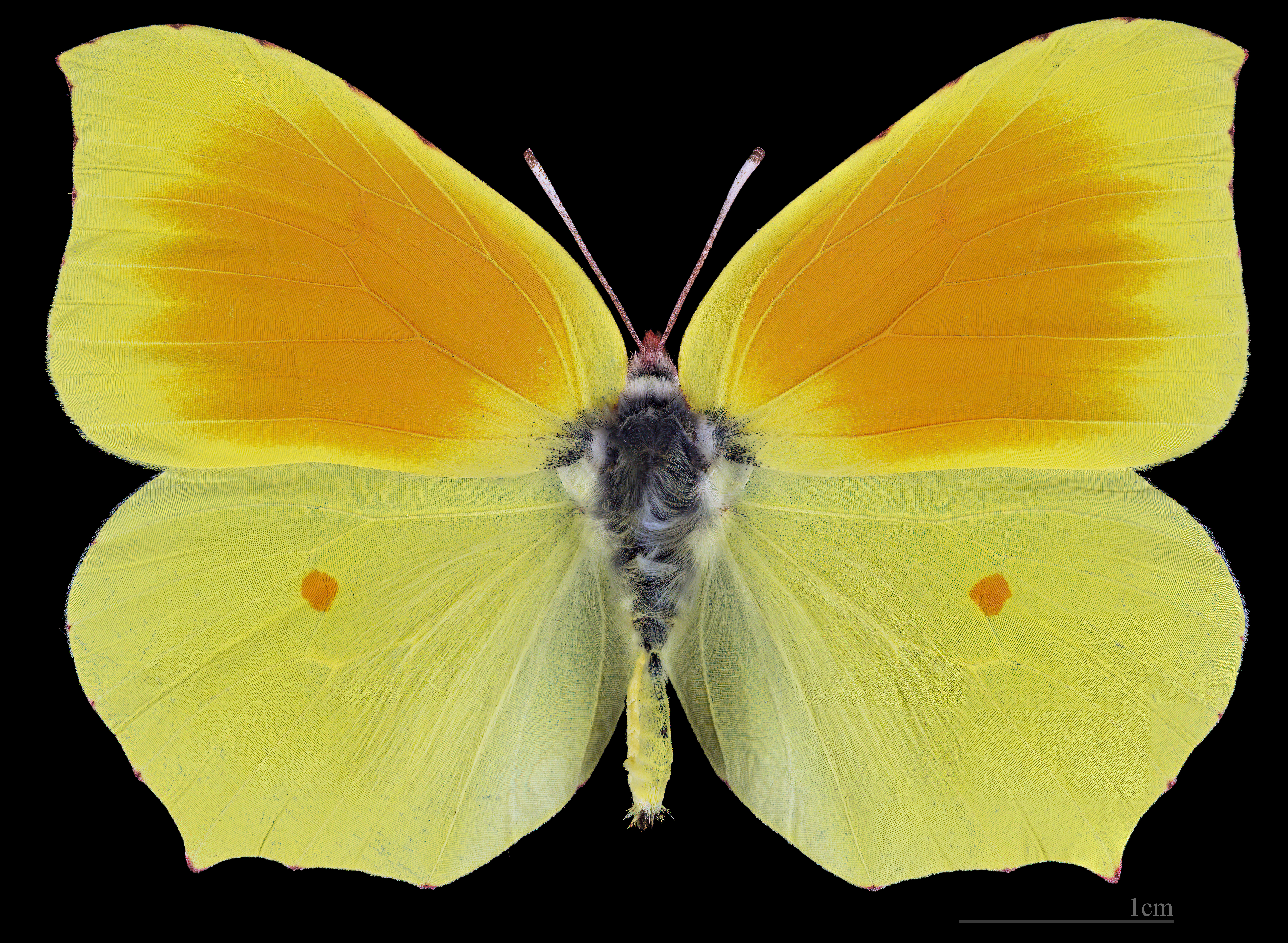
Gonepteryx cleopatra ♂ △

## Hàbitat
Zones arbustives obertes, sovint rocoses, i boscos oberts. L'eruga s'alimenta de fulles de diverses espècies del gènere Rhamnus. Té hàbits força forestals, però a causa de la seva gran capacitat dispersiva se'n poden veure exemplars en una gran diversitat d'hàbitats, fins i tot en parcs urbans.

## Període de vol
Una generació a l'any, entre mitjans de maig i agost; s'ha citat com a bivoltina al sud d'Espanya i nord d'Àfrica, encara que no se'n té confirmació. Hiberna com a adult, amagada entre les fulles dels arbres; els individus que han hibernat volen entre finals de febrer i finals d'abril.